# Kanal 11
Kanal 11 (anciennement TV11) est une chaîne télévisée de divertissement par contrôle d'accès propriété de Warner Bros. Discovery. Son auditoire vise un public jeune et diffuse des programmes de divertissement.

## Histoire
La chaîne est lancée en janvier 2005 sous le nom TV400 dans le but de remplacer la chaîne suédoise Mediteve. Les programmes de cette chaîne se composent notamment en séries d'action, séries dramatiques, de films et de séries comiques. La chaîne possède également ses propres programmes de télévision et des programmes connexes à ceux de TV4, tels Idol.
Le 19 janvier 2011, la chaîne est relancée et renommée TV11. Parmi les nouveaux programmes, une nouvelle saison de Big Brother est diffusée par la chaîne,,.
Le 1er juin 2013, TV4 Group vend la chaîne à SBS Discovery Media, détenu par Discovery Communications, qui renomme la chaîne Kanal 11 le 1er octobre de la même année.

## Identité visuelle

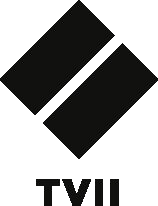
Logo de TV11 janvier 2011 à octobre 2013
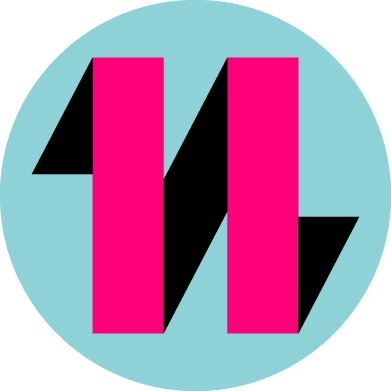
Logo de Kanal 11 depuis octobre 2013

## Diffusion
La chaîne est diffusée par satellite, câble, IPTV et en numérique.